# 麥大力
麥大力（英語：Derek Alan James Mackesy，1986年4月8日—），香港男演員及主持，曾是國泰港龍航空機長，曾為無綫電視經理人合約藝員。

## 簡歷
麥大力是亞歐混血兒，父親是具一半英國血統的愛爾蘭人，母親則為香港人；有一名比自己大四年、任職湯姆森航空商業財務經理（航務）的胞兄。他本身只有英文名，中文名字由母親所改（「麥」是最近似的姓，「大力」為慣常暱稱），從小開始接受英式教育，小時候因參加寫作比賽獲得冠軍獎 —— 坐飛機在香港上空飛行一圈，而對飛機師一職甚感興趣。他於1991年至2004年曾就讀沙田小學及沙田學院，接著前往劍橋生活和入讀杜倫大學醫科理學士課程。2007年取得榮譽理學士學位後，他沒有按母親要求繼續讀醫，偷偷回香港投考民營運輸機飛行員執照，亦任職三年廣告模特兒，並選擇獨自留港生活；2010年5月加入國泰港龍航空任職 A320、A321 及 A330 高級副機師，翌年4月初赴菲律賓加萊拉港完成潛水教練專業協會開放水域潛水員、進階開放水域水肺潛水員兩個課程。
2018年9月，麥大力晉升為機長，主要駕駛 A320、A321 亞洲航班客機。2020年10月21日，國泰港龍航空因受新冠肺炎疫情所影響，決定裁減約8500名員工以重整業務，他成為目標對象之一；原本打算準備回英國讀書，投考一個當地使用的機師牌，再到其他航空公司見工，惟那時獲以前合作過的模特兒公司邀請，替AXA安盛拍攝廣告。恰巧同年12月初，無綫電視舉辦《衝上雲霄大選》比賽招納人才，為了一圓母親夙願，故此決意跟同事李傑志一起參賽，最終贏得冠軍和正式涉足娛樂圈，卻不排除將來會重返航空業；2021年1月加入成為無綫電視經理人合約藝員，翌月開始主持《港生活·港享受》。2023年3月，他在社交平台宣布做回飛機師。

## 作品

### 電視劇
| 上映時間 | 節目                  | 角色   |
| -------- | --------------------- | ------ |
| 無綫電視 |                       |        |
| 2021年   | 愛·回家之開心速遞     | Sam    |
| 2022年   | 雙生陌生人            | 楊靖夫 |
| 2022年   | 十八年後的終極告白2.0 | 客人   |
| 2022年   | 有種好男人            | 苗見豐 |
| 2023年   | 法言人                | KC     |
| 邵氏兄弟 |                       |        |
| 2023年   | 廉政狙擊              | 簡致偉 |

### 主持
| 上映時間   | 節目          | 備註                                           |
| ---------- | ------------- | ---------------------------------------------- |
| 無綫電視   |               |                                                |
| 2021年至今 | 港生活·港享受 | 2月3日加入、主持之一                           |
| myTV SUPER |               |                                                |
| 2021年     | SUPER FIVE    | 節目合作期間與拍檔簡淑兒交往，已在2025年結婚。 |

### 綜藝節目
-->

| 上映時間 | 節目                   | 備註         |
| -------- | ---------------------- | ------------ |
| 無綫電視 |                        |              |
| 2020年   | 衝上雲霄大選           | 參賽者之一   |
| 2021年   | 萬千星輝頒獎典禮2020   | 頒獎嘉賓之一 |
| 2021年   | big big shop新春感謝祭 | 固定演出     |
| 2021年   | Think Big天地          |              |
| 2021年   | 萬眾同心公益金         |              |
| 2021年   | 歡樂滿東華             |              |

## 曾獲獎項與提名
| 年份   | 獎項                                 | 結果 |
| 2020年 | 衝上雲霄大選「衝上雲霄大獎」（冠軍） | 獲獎 |

## 外部連結
- 麥大力的Facebook專頁專頁
- 麥大力的Facebook專頁用戶頁
- 麥大力的Instagram帳戶